# Drusenheim
Drusenheim ist eine französische Gemeinde im Département Bas-Rhin in der Region Grand Est (bis 2015 Elsass). Sie gehört zum Kanton Bischwiller im Arrondissement Haguenau-Wissembourg.

## Geografie
Die Gemeinde liegt sechs Kilometer östlich von Bischwiller unweit des Rheins mit dem Ortskern außerhalb der Flussaue, an einer Biegung des Stromes. Drusenheim hat 5.292 Einwohner (Stand 1. Januar 2021). Durch den Ortskern von Drusenheim fließt der linke Rhein-Nebenfluss Moder, der aus den Nordvogesen kommt. Sein Zufluss Landgraben verläuft am südöstlichen Ortsrand, in geringem Abstand vom Ufer des Rheins.

## Geschichte

### Frühgeschichte
An der Stelle des heutigen Drusenheim befand sich in römischer Zeit ein unter Drusus errichtetes römisches Militärlager. Der heutige Ort hat seinen Namen von diesem Feldherren.

### Mittelalter
Im 8. Jahrhundert gehörte Drusenheim dem Kloster Arnolfsau, das ursprünglich nahe dem Ort lag, nach einem Bauernaufstand im Jahr 825 aber auf das rechtsrheinische Ufer bei dem damals noch nicht existierenden Ort Schwarzach verlegt wurde.
Noch vor 1401 kam Drusenheim zur Herrschaft Lichtenberg. Durch deren erheblichen Gebietserwerb im 14. Jahrhundert mussten zu Beginn des 15. Jahrhunderts die zu umfangreich gewordenen Ämter Ingweiler und Buchsweiler der Herrschaft Lichtenberg neu organisiert werden. Dabei wurde unter anderem das Amt Pfaffenhofen ausgegliedert und verselbständigt. Als auch dieses durch weiteren Gebietszuwachs erneut geteilt werden musste, entstand noch vor 1440 das Amt Offendorf. Zu diesem Amt gehörte auch das Dorf Drusenheim.
Elisabeth, eine der beiden Erbtöchter Ludwigs V. von Lichtenberg (* 1417; † 1474), heiratete Graf Simon IV. Wecker von Zweibrücken-Bitsch. Nach dem Tod des letzten Lichtenbergers, Jakob von Lichtenberg, eines Onkels von Elisabeth, erbte sie die Hälfte der Herrschaft Lichtenberg, zu der auch das Amt Offendorf – und damit Drusenheim – gehörte.

### Frühe Neuzeit

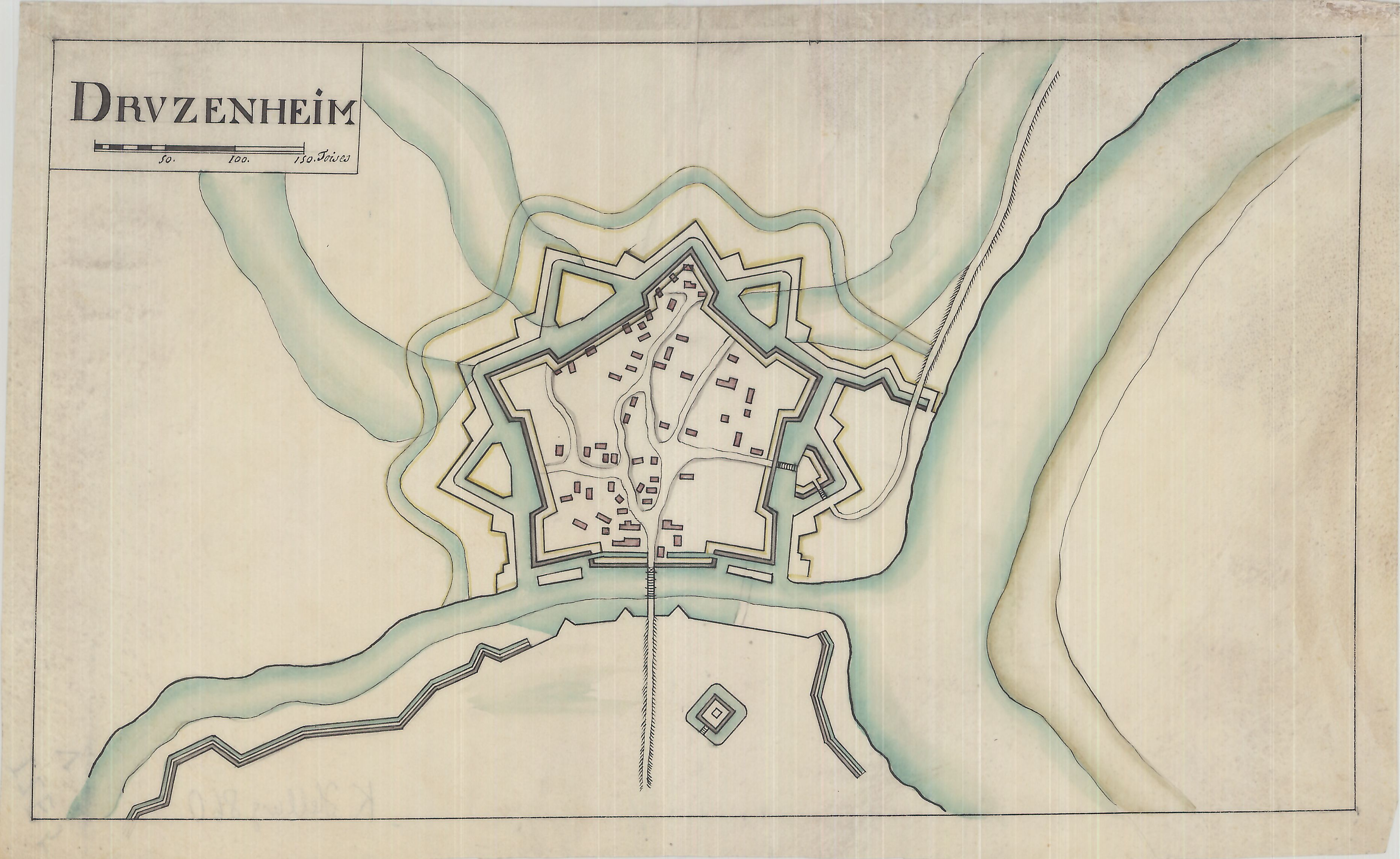
Stadt und Festung Drusenheim 1850

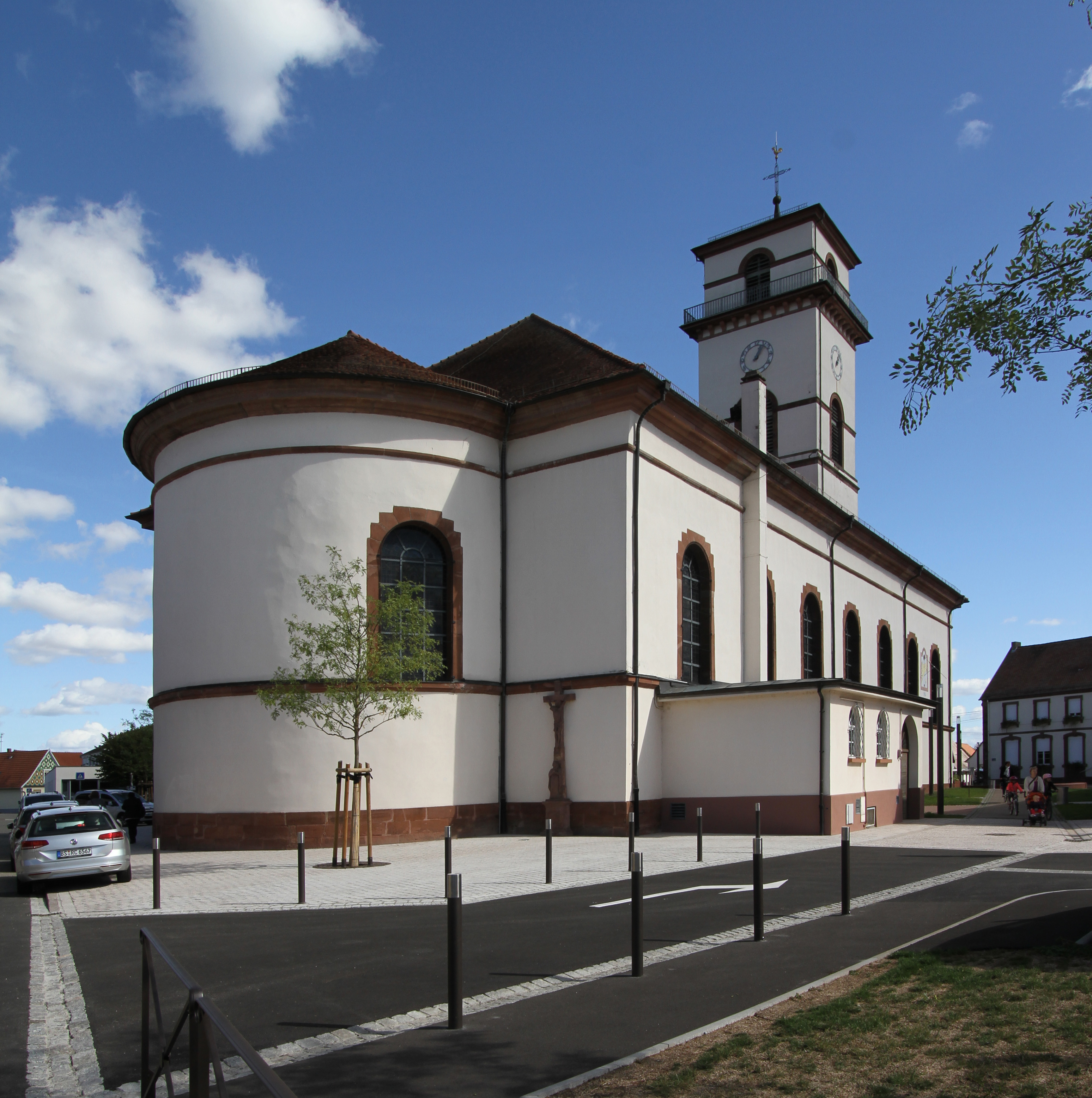
Kirche St. Matthäus

Graf Jakob von Zweibrücken-Bitsch (* 1510; † 1570) und sein schon 1540 verstorbener Bruder Simon V. Wecker hinterließen nur jeweils eine Tochter als Erbin. Die Tochter des Grafen Jakob, Margarethe (* 1540; † 1569), war mit Philipp V. von Hanau-Lichtenberg (* 1541; † 1599) verheiratet. Zu dem sich aus dieser Konstellation ergebenden Erbe zählte auch die zweite, nicht bereits in der Grafschaft Hanau-Lichtenberg liegende Hälfte der ehemaligen Herrschaft Lichtenberg und darin auch das Amt Offendorf mit Drusenheim. Der zu diesem Zeitpunkt regierende Graf Philipp IV. von Hanau-Lichtenberg (1514–1590) führte die Reformation in seiner Grafschaft und auch den durch die Erbschaft hinzu gewonnenen Gebieten konsequent durch, die nun lutherisch wurden.
Während des Dreißigjährigen Krieges war die strategisch wichtige alte Burg stark umkämpft; auch Kaiser Ferdinand III. stattete ihr einen Besuch ab. In dem durch den Krieg nahezu entvölkerten Ort wurden Siedler aus Lothringen, der Schweiz und Deutschland angesiedelt.
Mit der Reunionspolitik Frankreichs unter König Ludwig XIV. kam das Amt Offendorf unter französische Oberhoheit. Im Zuge dieses Prozesses wurde in Drusenheim auch wieder eine römisch-katholische Pfarrei errichtet.
1705 wurde Drusenheim vom Militärarchitekten Johann Maximilian Welsch als Festung eingerichtet. Auf Grund der Grenzlage hatte Drusenheim auch in Kriegen des 18. Jahrhunderts und den Revolutionskriegen zu leiden.
Nach dem Tod des letzten Hanauer Grafen, Johann Reinhard III., fiel 1736 Hanau-Lichtenberg – und damit auch das Amt Offendorf – an den Sohn seiner einzigen Tochter, Charlotte, Landgraf Ludwig (IX.) von Hessen-Darmstadt.

### Neuzeit
Mit dem durch die Französische Revolution begonnenen Umbruch wurde Drusenheim französisch.
Im 19. Jahrhundert erlebte Drusenheim, dessen Bevölkerung sich zwischen 1805 und 1820 verdreifachte, dann einen wirtschaftlichen Aufschwung. Im Ort etablierten sich eine Spinnereifabrik und eine Ziegelei. 1871 kam Drusenheim mit dem Elsass an das Deutsche Reich.
Im Ersten Weltkrieg, in dessen Folge Drusenheim wieder zu Frankreich kam, starben 53 Bewohner des Ortes.
Als sich der Zweite Weltkrieg ankündigte, wurde – wie bei allen elsässischen Gemeinden am Rhein – auch die Drusenheimer Bevölkerung am 31. August 1939 vollständig evakuiert und nach Saint-Léonard-de-Noblat im Limousin verbracht. Nach der französischen Kapitulation ordnete die deutsche Besatzungsmacht die Rückkehr der Einwohner an. Ab 1942 wurden die jungen Männer des Ortes verpflichtet, in der Wehrmacht Dienst zu leisten. Am 12. Dezember 1944 trafen erste US-amerikanische Einheiten in Drusenheim ein, doch gelangte der Ort durch eine Gegenoffensive am 5. Januar 1945 wieder in deutsche Hände. In den folgenden zwei Monaten blieb Drusenheim schwer umkämpft und wurde fast völlig zerstört. Erst am 17. März gelang den US-Amerikanern die Wiedereroberung des Ortes, nachdem rund 50 zivile Dorfbewohner in den Kämpfen getötet worden waren. Nach dem Krieg wurde die Gemeinde neu aufgebaut, die Infrastruktur durch den Bau eines Jugend- und Kulturzentrums, eines Schwimmbades und eines Sportzentrums gefördert.

## Politik
Die Gemeindeversammlung von Drusenheim besteht aus 21 Gemeinderäten. Die Verwaltung der Stadt liegt in der Hand von 5 Magistratsmitgliedern unter Führung des Bürgermeisters.

## Bildung
Drusenheim ist Sitz eines Gymnasiums, das in einem 1974 eingeweihten Gebäude untergebracht ist, sowie einer Haupt- und Realschule (collège), die 1968 in Betrieb genommen wurde. Daneben existieren 2 Kindergärten und die Grundschule Jacques Gachot.

## Verkehr
Drusenheim ist durch die Autoroute A35 und die Bahnstrecke Wörth–Strasbourg an das Verkehrsnetz angeschlossen. Die Fähre Drusus über den Rhein verbindet den Ort mit dem badischen Greffern (Gemeinde Rheinmünster).

## Wirtschaft
Von 1973 bis 2018 befand sich in Drusenheim das Hauptwerk der Firma Caddie. 2003 wurde in Drusenheim ein Wochenmarkt eingerichtet, der seither jeweils am Freitag stattfindet. Drusenheim ist außerdem Standort einer Reihe von mittelständischen Unternehmen, darunter der Hoffmann-Gruppe (Metallverarbeitung) und Mateca (Kunststoffe). 2013 eröffnete hier der deutsche Saugbagger-Hersteller RSP seine Service- und Vertriebszentrale für den französischen Markt. Oberhalb, südwestlich des Ortes liegt ein Betrieb des US-amerikanischen Chemie-Riesen Dow Chemical – ebenso wie ein weiteres nordöstlich am anderen Flussufer unterhalb von Greffern. Ansonsten liegt dieses Werk relativ vereinzelt zwischen den Chemiestandorten der nördlichen Straßburger Stadtgemeinschaft (Reichstett) und denen westlich von Rastatt bzw. bei Lauterbourg. Der Ort verfügt aber auch über zahlreiche Dienstleistungsunternehmen, z. B. Bankfilialen, Versicherungen, Restaurants, Hotels, Friseure und Lebensmittelgeschäfte.

## Persönlichkeiten
- Jacques Gachot (1885–1954), Elsässer Maler, Mitglied der Groupe de Mai
- Roland Wagner (* 1955), Fußballspieler